# 国家安全保障会議設置法
国家安全保障会議設置法（こっかあんぜんほしょうかいぎせっちほう、昭和61年5月27日法律第71号）は、国防に関する重要事項および重大緊急事態への対処に関する重要事項を審議する機関である国家安全保障会議に関する日本の法律である。制定時点の題名は、安全保障会議設置法であり、安全保障会議設置法等の一部を改正する法律（平成25年法律第89号）による改正で現行の題名に改題された。
1986年（昭和61年）5月27日に公布された。所管官庁は、国家安全保障会議である。

## 構成
- 第一条（設置）
- 第二条（所掌事務等）
- 第三条（組織）
- 第四条（議長）
- 第五条（議員）
- 第六条（資料提供等）
- 第七条（服務）
- 第八条（関係者の出席）
- 第九条（事態対処専門委員会）
- 第十条（幹事）
- 第十一条（議事）
- 第十二条（事務）
- 第十三条（主任の大臣）
- 第十四条（委任規定）
- 附則